# Cármata

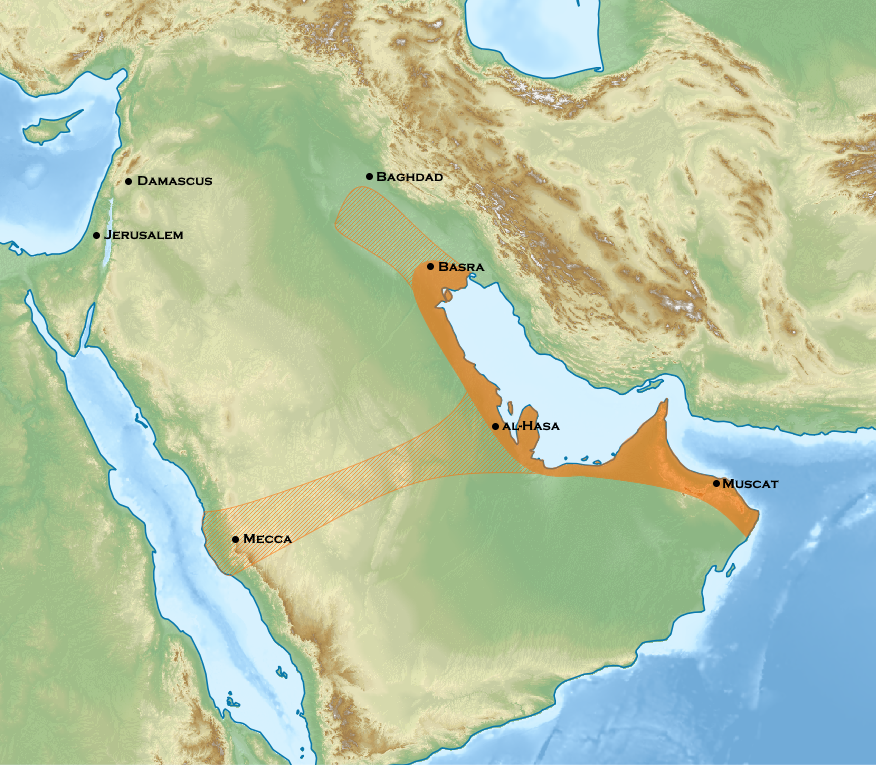
Este es un mapa que indica su ubicación.

Los cármatas (en árabe, القرامطة al-qarāmiṭa, en persa: قرمطیان, qarmatiān) fueron un movimiento político-religioso sincrético surgido del islam ismailí de los siglos IX y X. Tenían su centro en al-Hasa (Arabia oriental), donde establecieron una república religiosa utópica en 899 d. C. Son más conocidos por su rebelión en contra del califato abasí. 
La ciudad de La Meca fue saqueada por un cabecilla cármata, Abu Tahir al-Jannabi, que causó la indignación de todo el mundo musulmán, particularmente porque sus partidarios llevaron a cabo el robo de la Piedra Negra y profanaron el pozo de Zamzam con cadáveres durante la temporada del hach de 930 d. C.
Se los trata a veces de movimiento protocomunista, y siempre de secta guerrera. No existe, en cualquier caso, documentación abundante sobre ellos.

## Nombre
El origen del nombre «cármata» es incierto. Según algunas fuentes, el nombre deriva del apellido del fundador de la secta, Hamdan Qarmat. El nombre qarmat probablemente proviene de las palabras arameas que significan «de piernas cortas», «de ojos rojos» o «maestro secreto». Otras fuentes, sin embargo, afirman que el nombre proviene del verbo árabe قرمط (qarmat), que significa «hacer los renglones pegados al escribir» o «caminar con pasos cortos». La palabra «cármata» también puede referirse a un tipo de escritura árabe.
Los qarāmiṭah del sur de Irak también eran conocidos como «los verduleros» (al-Baqliyyah) debido a un predicador, Abu Hatim, quien, en 906 o 907, prohibió la muerte de animales y el consumo de verduras como los allium (cebollas, ajos, puerros, etc.). No está claro si estas enseñanzas persistieron.

## Historia
Su surgimiento está ligado a la historia de los imanes ismailíes. Éstos, cabeza de esta rama minoritaria del islam chií, vivían ocultos por temor a la represión hasta que el fatimí, Ubayd Allah al-Mahdi reivindicó públicamente el cargo de imán. La mayoría de los ismailíes aceptó el liderazgo de Ubayd Allah, pero pequeños grupos en Irak y Baréin lo rechazaron, dando lugar al movimiento cármata.
Este toma el nombre de Hamdan Qarmat o Qurmut (حمدان قرمط), un campesino de Kufa que se destacó por su oposición a los fatimíes así como su lucha contra el Califato abasí y su intensa actividad propagandística, difundiendo una doctrina que reclamaba la plena igualdad. Hacia el año 886, uno de los miembros del movimiento, Abu Sayyid al-Yannabi, fue enviado por Qarmat a Baréin, donde fundó un Estado cármata. 
En 902 los guerreros cármatas, dirigidos por Zikrawayh ibn Muhrawayh, conquistaron algunas ciudades del norte de Siria (Alepo, Homs, Hama). Fueron derrotados por las tropas abasíes poco después. Otro jefe, conocido en la historia como el «Hombre de la Camella», atacó Damasco, batalla en la que perdió la vida. Un tercer guerrero, que se consideraba a sí mismo Mahdi (personaje que según la tradición islámica aparecerá al final de los tiempos), aterrorizó durante un tiempo parte de Siria, hasta que fue ejecutado por los abasíes en 904. Zikrawayh, por su parte, halló la muerte en 907, con lo que se puso fin a esta época de disturbios en Siria e Irak.
En 913 fue asesinado el fundador del Estado de Baréin, Al-Jannabi, y sucedido por su hijo Abu Tahir, creándose así una dinastía de cármatas. En 930, reinando Abu Tahir los cármatas atacaron La Meca, masacraron a sus habitantes y robaron la Piedra Negra de la Kaaba, que devolvieron, a cambio de un fuerte rescate y partida en dos, en el año 950. El poder militar de los cármatas se había debilitado considerablemente desde el año 939. Ese año permitieron la entrada de la primera caravana a La Meca, por primera vez desde el 930; esto se debió a las negociaciones entre el grupo y el califa abasí, que habían comenzado dos años antes.

## Dinastía cármata de Baréin
1. Abû Sa`îd al-Hasan al-Yannâbî (894-913) (أبو سعيد الحسن الجنابي)
2. Abû al-Qâsim Sa`îd (913-923) (أبو القاسم سعيد)
3. Abû Tâhir Sulaymân (923-944) (أبو طاهر سليمان)
4. Abû Mansûr Ahmad (944-972) (أبو منصور أحمد)
5. Abû Ya`qûb Yûsuf (972-977) (أبو يعقوب يوسف)